# ریمندویل (تگزاس)
ریمندویل، تگزاس(به انگلیسی: Raymondville, Texas) شهری در ایالت تگزاس از ایالات جنوبی ایالات متحده آمریکا است. در سرشماری سال ۲۰۰۰، جمعیت این شهر ۹۷۳۳ نفر اعلام شد.